# 納斯達克MarketSite

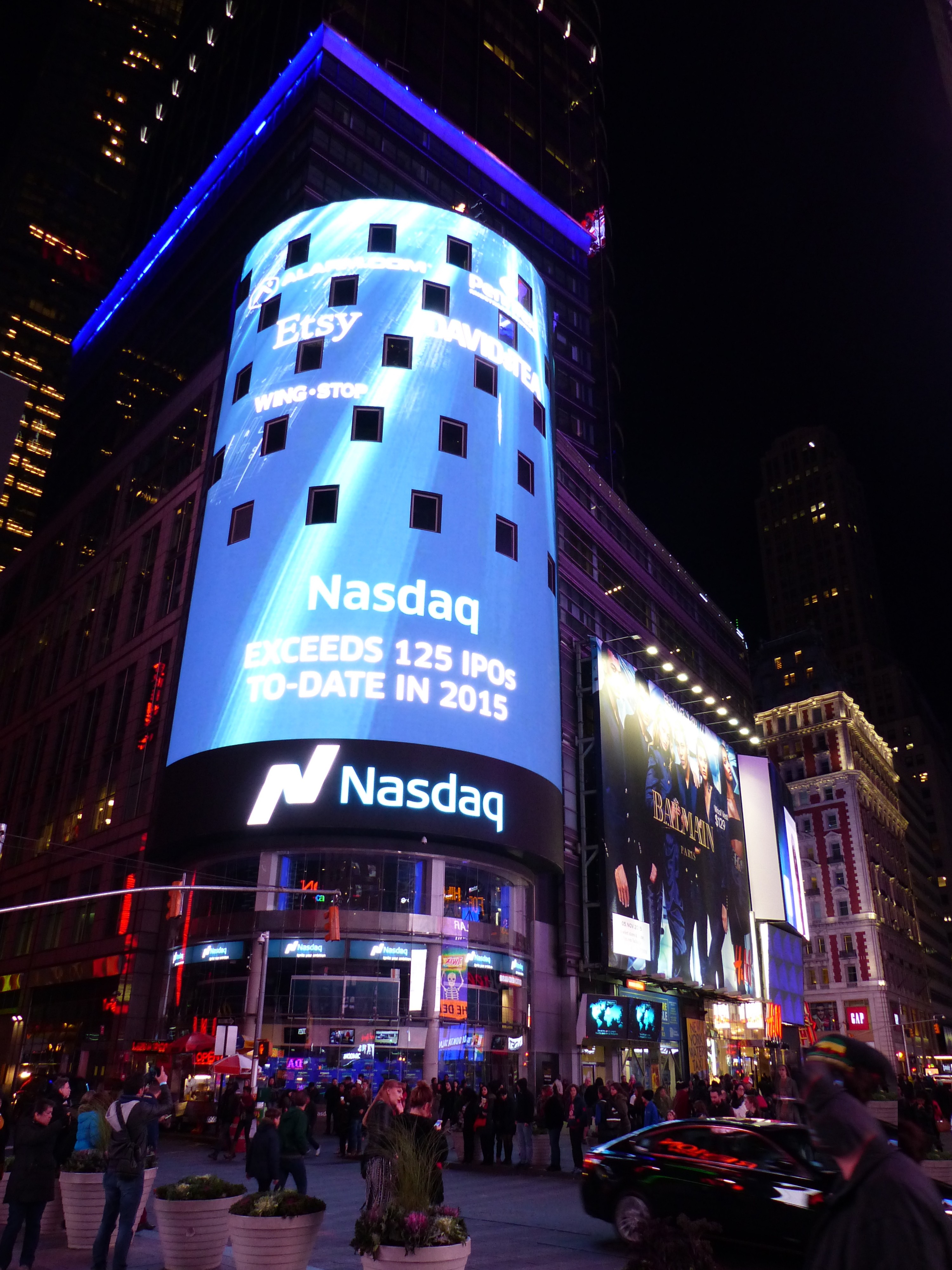

納斯達克MarketSite（Nasdaq MarketSite）是美國時報廣場上的一面巨型電視牆，展示納斯達克指數的交易情況。這座電視牆覆蓋時代廣場4號的部分牆面，修建於1999年，並啟用於2000年1月1日。
它位于纽约市曼哈顿中城附近的时代广场，占据了时代广场 4 号摩天大楼底部的西北角。
八层圆柱形塔楼的外墙包括一个LED 视频显示器，提供市场报价、财经新闻和广告。Einhorn Yaffee Prescott 设计了纳斯达克 MarketSite 内部 28,500 平方英尺（2,650 m2）的空间，其中包含两个广播演播室，最初在二楼有一个称为“MarketSite 体验”的展览。

## 发展历史
MarketSite 以及数据可视化和图形的最初想法来自纽约市的 Enock Interactive（现为 Percepted）。在时代广场推出之前，该项目已经酝酿了 10 年。 MarketSite 的初始安装位于纳斯达克位于曼哈顿下城 Whitehall Street 的旧址。

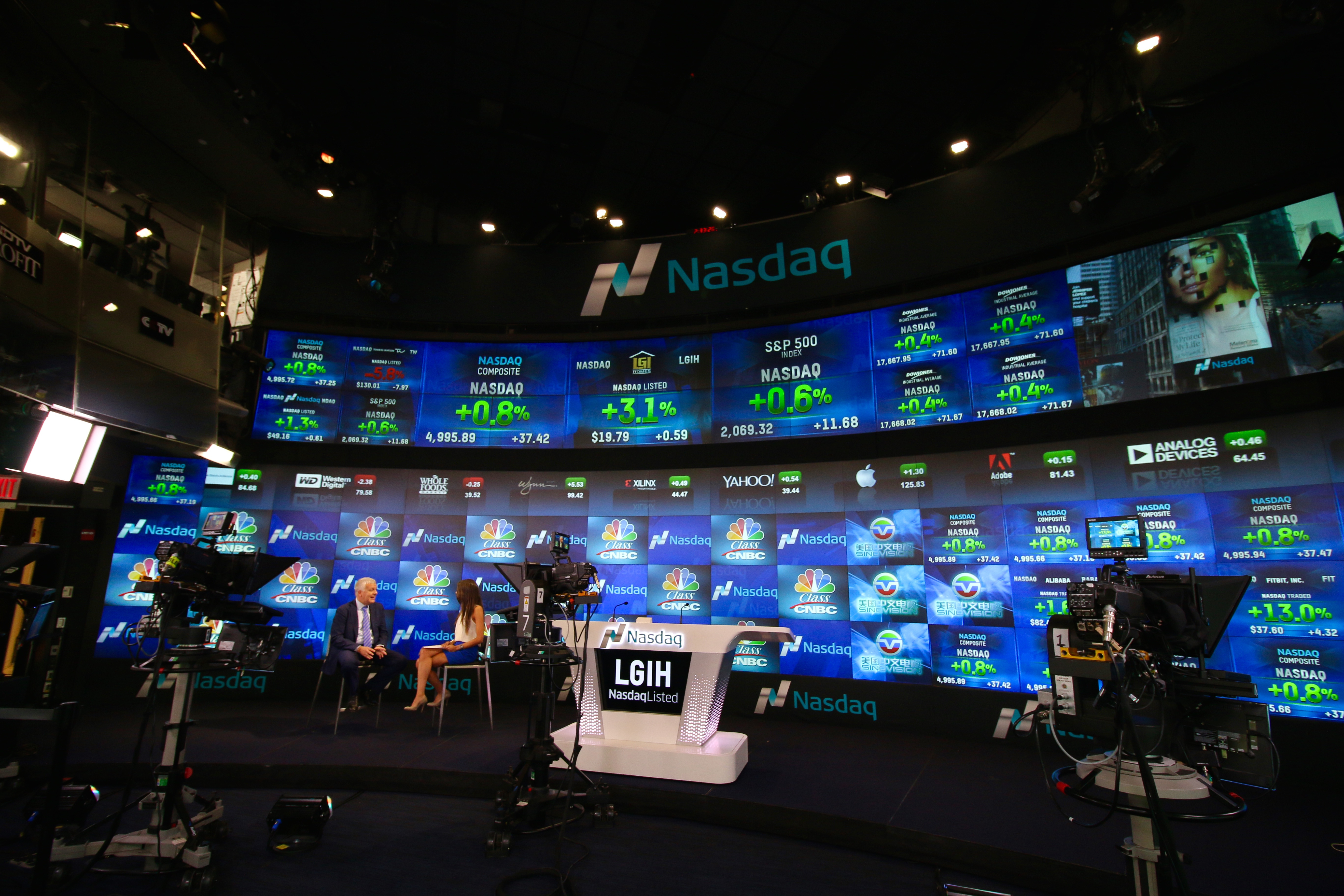
NASDAQ Market Site 201506

1998 年，纳斯达克在时代广场 4 号租用了一些空间作为营销中心和电视演播室，以取代其在曼哈顿下城的设施。纳斯达克提议在西北角建造一个大标志，但直到 1999 年 1 月才向该建筑的旗舰租户康泰纳仕集团展示该标志的计划。康泰纳仕 （Condé Nast） 反对该标志，并引用了其 500 页租约中的一项条款。据康泰纳仕集团称，该标志会挡住其艺术部门的窗户，并且它离立面太远。作为回应，纳斯达克表示，该标志在其自己的租约条款范围内，无论如何，康泰纳仕的平面艺术部门不需要自然光。该争议是在仲裁程序中裁决的，仲裁员做出了有利于纳斯达克的裁决。该展览最终耗资 3700 万美元，于 1999 年 12 月 28 日开始照明。
纳斯达克于 2006 年宣布与路透社建立合作伙伴关系，公司可以在 MarketSite 和街对面时代广场 3 号的路透社大楼展示广告。广告主可以选择在两栋建筑中拆分广告，在两栋建筑上投放相同的广告，或者在任一建筑上展示不同的信息。
2018 年，纳斯达克在时代广场4号签署了 145,000 平方英尺（13,500 m2）的租约，延长了 MarketSite 的租约，同时还将公司的全球总部迁至时代广场 4 号。[21][22] 纳斯达克于 2019 年 5 月在时代广场 4 号扩展到 180,000 平方英尺（17,000m2）。

## 外部連結
- MarketSite page on the Nasdaq website （页面存档备份，存于）

40°45′23″N 73°59′10″W / 40.756327°N 73.985978°W